# Choctaw (Oklahoma)
Choctaw è una città degli Stati Uniti, situata nello Stato dell'Oklahoma, nella Contea di Oklahoma.